# Río Mamoré
Der Río Mamoré ist der rechte Quellfluss des Río Madeira, dem größten Nebenfluss des Amazonas in Südamerika. Der Río Mamoré ist mit einer Wasserführung von rund 8200 m²/s und einer Länge von rund 1170 Kilometern einer der größten Flüsse Boliviens, der aus dem Zusammenfluss von Río Ichilo und Río Chapare entsteht. Der Río Grande ist der längste rechte Zufluss und wird ebenfalls als ein Quellfluss angesehen.

## Flussverlauf
Die Quellflüsse des Río Mamoré entspringen an den Nordhängen der Kordillere von Cochabamba, östlich der Stadt Cochabamba. Als Hauptfluss kommt auch der Río Chimoré in Frage, der bei Puerto Villaroel in den Río Ichilo mündet, etwa 150 Kilometer vor dessen Vereinigung mit dem Río Chapare. Ab hier trägt der Fluss den Namen Río Mamoré. Etwa zwanzig Kilometer nach dem Zusammenfluss mündet von rechts der vergleichsweise wenig Wasser führende Río Grande, der wegen seiner großen Länge oft auch als Quellfluss bezeichnet wird. Der Mamoré fließt nun an Trinidad vorbei. Auf der Landesgrenze zu Brasilien fließt der Rio Guaporé zu. Bei Villa Bella vereinigt sich der Río Mamoré mit dem rund 8 Prozent wasserreicheren Río Beni zum Madeira, dem größten Nebenfluss des Amazonas.
Zwischen der bolivianischen Stadt Guayaramerín im Departamento Beni und der am Ostufer gelegenen brasilianischen Stadt Guajará-Mirim im Bundesstaat Rondônia liegt die 2,58 km² große Insel Isla Suárez, portugiesisch Ilha de Guajará-mirim. Ihre Zugehörigkeit ist zwischen beiden Ländern umstritten. Die Verwaltung wird gegenwärtig von Bolivien wahrgenommen.

## Nebenflüsse
Zu den größten Zuflüssen gehören (flussabwärts):
- Río Grande (rechts)
- Río Secure (links)
- Río Tijamuchi (links)
- Río Apere (links)
- Río Yacuma (links)
- Rio Guaporé (rechts)
- Río Yata (links)

## Schiffbarkeit
Die Schiffbarkeit des Mamoré reicht von Chimoré am Fuß der Andenketten bis wenige Kilometer vor seiner Vereinigung mit dem Rio Beni durch die dortigen Stromschnellen. Unterhalb der Katarakte endet die 380 Kilometer lange Madeira-Mamoré-Eisenbahn. Auch die meisten der Nebenflüsse sind über längere Strecken schiffbar.